# SAKUMA DROPS
『SAKUMA DROPS』（サクマ・ドロップス）は、音楽プロデューサー・佐久間正英が自身のプロデュース作品の中から選曲・監修した楽曲を集めたコンピレーション・アルバム。2014年3月5日に SPEEDSTAR RECORDSからリリース。

## 概要
佐久間正英が自ら監修を務めたコンピレーション・アルバムで、1978年の「東京ワッショイ」から2013年の「Last Days」までの35年間に佐久間がプロデュースを手がけた楽曲の中から選曲した33曲に加え、新曲「Last Days」を特別収録した全34曲入り、2枚組アルバム。DISC 1には「当然、入れなければいけない売れた曲」、DISC 2には「売れた売れないに関わらず印象深かった忘れられない曲」という基準に基づいた楽曲が収録され、新曲「Last Days」はDISC 2のラストに収録された。

## 収録曲

### Disc 1
1. Dreamin'（BOØWY）
  - 作詞：布袋寅泰、松井五郎 作曲：布袋寅泰

3rdアルバム「BOØWY」収録曲（1985年6月21日）
2. Angel Duster（THE STREET SLIDERS）
  - 作詞：JOY POPS 作曲：村越弘明

4thシングル（1985年11月11日）
3. KISS IN THE MOONLIGHT（UP-BEAT）
  - 作詞・作曲：広石武彦

4thシングル（1987年8月21日）
4. キスしてほしい(トゥー・トゥー・トゥー)（THE BLUE HEARTS）
  - 作詞・作曲：甲本ヒロト

3rdシングル（1987年11月21日）
5. Miracle Play 天使が降る夜（dip in the pool）
  - 作詞：甲田益也子 作曲：木村達司

4thシングル（1987年12月10日）
6. SUMMER GAME（氷室京介）
  - 作詞・作曲：氷室京介

3rdシングル（1989年7月26日）
7. 暴いておやりよドルバッキー（筋肉少女帯）
  - 作詞：大槻ケンヂ 作曲：本城聡章、筋肉少女帯

7thシングル（1993年3月21日）
8. 12月はいつもレイン（SCANCH）
  - 作詞・作曲：ローリー寺西

10thシングル（1994年11月21日）
9. feminism（黒夢）
  - 作詞：清春 作曲：人時

3rdアルバム「feminism」収録曲（1995年5月10日）
10. そばかす（JUDY AND MARY）
  - 作詞：YUKI 作曲：恩田快人

9thシングル（1996年2月19日）
11. 今宵の月のように（エレファントカシマシ）
  - 作詞・作曲：宮本浩次

15thシングル（1997年7月30日）
12. HOWEVER（GLAY）
  - 作詞・作曲：TAKURO

12thシングル（1997年8月6日）
13. 東京（くるり）
  - 作詞・作曲：岸田繁

1stシングル（1998年10月21日）
14. Happy Tomorrow（NiNa）
  - 作詞：YUKI/Kate 作曲：YUKI/Ma-Chang

1stシングル（1999年7月14日）
15. Mr.No Problem（The d.e.p）
  - 作詞：Vivian/Jenka 作曲：Masahide Sakuma

1stシングル（2001年4月1日）
16. 空に唄えば（175R）
  - 作詞・作曲：SHOGO

2ndシングル（2003年4月16日）
17. プラネットマジック（N'夙川BOYS）
  - 作詞・作曲：Masafumi Koyama

ミニ・アルバム「PLANET MAGIC」収録曲（2011年8月3日）

### Disc 2
1. 東京ワッショイ（遠藤賢司）
  - 作詞・作曲：遠藤賢司

6thシングル（1978年11月21日）
2. 美術館で会った人だろ（P-MODEL）
  - 作詞・作曲：平沢進

1stシングル（1979年7月25日）
3. COPY（'79 UK VERSION）（PLASTICS）
  - 作詞：TOSHI 作曲：HAJIME

1stシングル（1979年11月）
4. ヴァージン・コンプレックス（SKIN）
  - 作詞・作曲：SKIN

2ndアルバム「ZUN-ZUN」収録曲（1981年7月6日）
5. むらさき（はる）
  - 作詞・作曲：佐藤正則

映画「大奥十八景」イメージアルバム「むらさき」収録曲（1986年6月10日）
6. Private Eyes（RAZZ MA TAZZ）
  - 作詞：阿久延博 作曲：三木拓次

1stシングル（1994年4月21日）
7. ひまわりの花（早川義夫）
  - 作詞・作曲：早川義夫

3rdアルバム「ひまわりの花」収録曲（1995年10月21日）
8. なんかいいこと（エレキブラン）
  - 作詞・作曲：泉光次郎

3rdシングル（1996年6月21日）
9. コイビト（ROBOTS）
  - 作詞・作曲：TAKUYA

1stシングル（1997年9月1日）
10. 君に触れるだけで（CURIO）
  - 作詞：NOB 作曲：AJA

5thシングル（1998年5月27日）
11. DEEP KISS（BY-SEXUAL）
  - 作詞：NAO、DEN 作曲：DEN

9thシングル（1992年9月18日）
12. 壊れていくこの世界で（PIERROT）
  - 作詞・作曲：キリト

10thシングル（2002年3月27日）
13. クローバー（cune）
  - 作詞・作曲：小林亮三

3rdシングル（2002年11月6日）
14. ショッキングエクスプレス（オーノキヨフミ）
  - 作詞・作曲：オーノキヨフミ

2ndシングル（2004年8月4日）
15. 陽の光さえ届かないこの場所で feat. SUGIZO（雅-miyavi-）
  - 作詞・作曲：雅-miyavi-

9thシングル（2008年1月16日）
16. ダンボールに囲まれて（ウラニーノ）
  - 作詞・作曲：山岸賢介

2ndシングル（2010年5月26日）
17. Last Days（Masahide Sakuma）
  - 作詞：佐久間正英、TAKUYA、神谷アントニオ 作曲：佐久間正英、TAKUYA

レコーディングメンバーは佐久間正英（ギター, ベース）、TAKUYA（ボーカル, ギター）、屋敷豪太（ドラムス）、乃木坂46の生田絵梨花（ピアノ, バックグラウンド・ボーカル）、佐久間の息子・佐久間音哉（キーボード, プログラミング）[3]。
2013年12月13日に横浜のランドマークスタジオにてレコーディングが行われ[5]、その映像をもとに、ビデオクリップも制作された[6]。佐久間はスタジオに約8時間滞在し、ほぼノンストップでレコーディングが進められた[1]。
もともと佐久間はこの曲と同じタイトルの『Last Days』というアルバム作品を制作することを計画していたが、本曲のマスタリングのOKを出した2014年1月16日の夜に死去したため、結果的に表題曲のこの作品が彼の遺作となった[1][5]。